# 联邦储备系统
聯邦準備制度（英語：Federal Reserve System，缩写FRS，簡稱美聯準或Fed）是美国的中央银行体系，依據美國國會通過的1913年《聯邦準備法》而創設，以避免再度發生類似1907年的銀行危機。整個體系包括位於華盛頓特區的聯邦準備理事會（聯準會，, FRB），負責監管全國各主要都市的聯邦準備銀行（Federal Reserve Bank），以及聯邦公開市場委員會（Federal Open Market Committee, FOMC）、3000家會員銀行及3個諮詢委員會（Advisory Councils）。总部位于华盛顿特区埃克斯大楼。

## 稱呼
在華語使用地區中，對「Fed」的稱呼因地區而異。中國大陸普遍稱Fed為「美联储」，對應「（原文, FRS）」之簡稱。相對而言，台灣的主流媒體與政府機關稱Fed為「聯準會」、香港稱Fed為「聯儲局」，兩者分別是「（對應原文, FRB）」在各自地區之慣用譯名簡稱。

## 历史

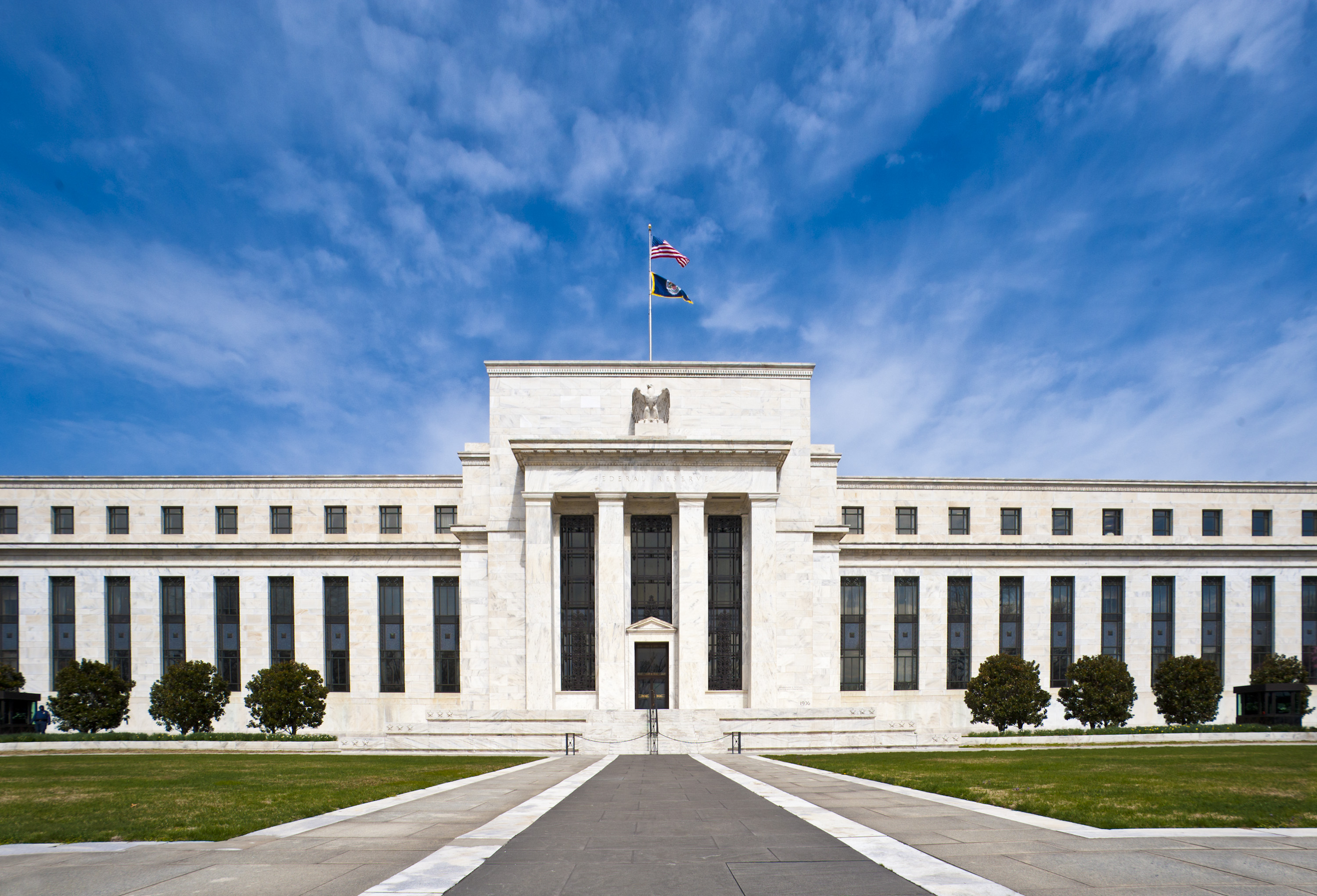
埃克斯大樓（总部大楼）南側

美国最早具有中央银行职能的机构是1791年批准的美国第一银行和美国第二银行。1837年至1862年间的“自由银行时代”美国並没有正式的中央银行，而自1862年至1913年间，一个私营的国家银行系统（J.P.摩根公司）行使著這項功能。美联储是由美国国会在通过《聯邦準備法》（又称欧文-格拉斯法案）的基础上建立的，由伍德罗·威尔逊总统于1913年12月23日签字。

### 美国第一银行

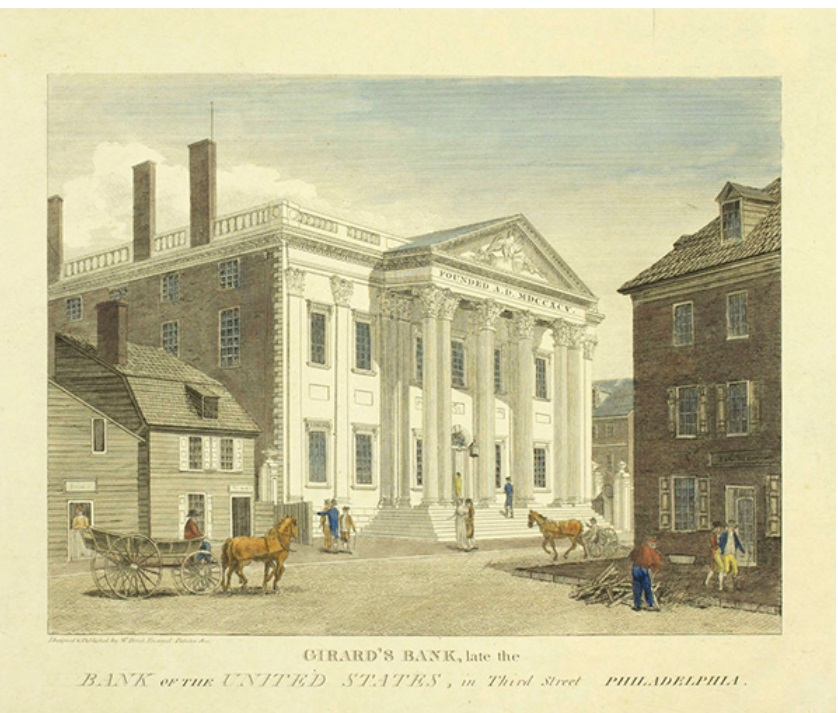
美國第一銀行（费城图书馆）

1791-1811年：财政部部长亚历山大·汉密尔顿向国会提交了一份雄心勃勃的计划，概述他关于设立国家银行的想法，所有的依据来自于英格兰银行，他认为美国版银行可以发行纸币，协助保管公共资金，作为政府代理人提供商业交易，包括协助政府收取的税款以及偿还政府债务。
托马斯·杰斐逊担心此举会造成政府垄断，使得国家更倾向于金融家和商人而非农业种植园主和家庭农民。设立这样的机构与托马斯·杰斐逊所倡导的美国应是农业社会为主而非以银行、商业、工业为基础的社会产生了理念的冲突。经过长时间在参议院和众议院的激烈辩论，汉密尔顿的法案在1791年2月由喬治·华盛顿总统签署实施。注册资本金1000万美元，其中200万美元归联邦政府持有，800万美元归私人投资者。

### 美国第二银行

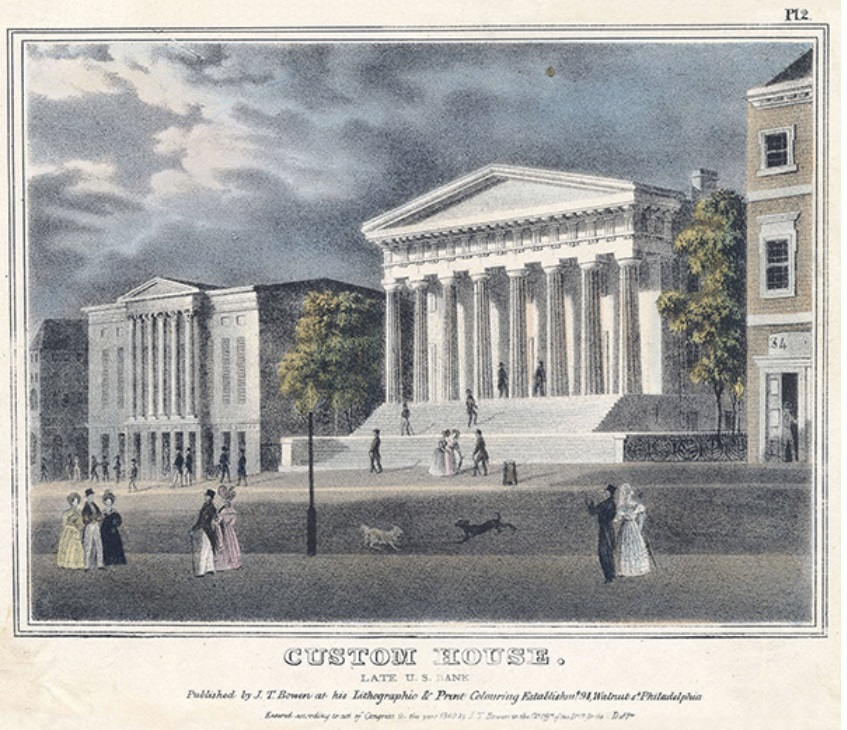
美國第二銀行（费城图书馆）

1816-1841年：与英国的战争破坏了美国的对外贸易。英国利用其强大的海军，封锁了美国的对外海域，导致美国出口商出海受阻渔民捕鱼受到威胁，相应联邦政府收入持续下跌，到了1815年美国已经负债累累，大量的待偿还战争债务考验着这个国家的领导者。此时（1814年1月）国会收到了150名纽约商人的请愿书呼吁设立国家第二银行，但是反对声量依然很高。到了1814年4月詹姆斯·麦迪逊总统的态度开始发生了微妙的变化，他承认确实有必要设立一间新的银行来应对与英国的战争。但是与英国的和平谈判促使詹姆斯·麦迪逊撤回了之前设立新银行的言论。
1815年联邦政府与英国达成了和平协议，国会否决了设立新银行的决议。然而政府的经济状况却持续恶化，许多州立的特许银行因无法赎回其票据，迫使麦迪逊和他的顾问相信更加强大的货币重要性。亚历山大·J·达拉斯在其年度报告中再次呼吁设立一间新的国家银行，经过激烈的辩论后，麦迪逊总统终于在1816年4月签署了一项法案，同意设立国家第二银行。第二银行的注册资本金是3500万美元，需要说明的是在全美20个城市开始销售股票，三周后仍然有300万美元的股票无人购买，因此费城的银行家斯蒂芬·吉拉德将其剩余的全部买下。
关于设立国家第二银行起到关键作用的有6个人，他们分别是金融家約翰·雅各布·阿斯特，David Parish，斯蒂芬·吉拉德和雅各布·巴克；亚历山大·J·达拉斯（之后他成為美國財政部長）和南卡羅來納州眾議員John C. Calhoun。

### 淘金时代的银行危机
1863–1913年：19世纪末美国银行业发展快速，但同时危机时刻伴随着这些银行业。此时的纽约已经成为了美国的金融中心，在1863年-1913年这段时间内曼哈顿发生了多达8次银行业危机，危机开始初期还只是在纽约及其周边城市和州，之后迅速蔓延全美。1886年地区性的银行危机在伊利诺伊州、明尼苏达州和威斯康星州等中西部州持续爆发，1903年宾夕法尼亚州和马里兰州等中部地区州也相继爆发银行业危机，这次危机不仅造成了大量的银行业出现挤兑同时也破坏了国家银行和支付系统。随着恐慌性危机的加剧，最终金融和联邦政府政治领袖们开始考虑改革货币体系并设立美联储。
银行业危机最初始于对铁路的过度投资。19世纪美国铁路业发展迅速，许多项目的早期投资者都获得了高额的回报。随着淘金时代的来临，对铁路的高投资率仍然在加剧，但是新项目的需求显然已经超过了对产能的需求，因此铁路投资的回报率开始急剧下降。到了1873年5月-9月，奥地利维也纳股市崩盘，促使欧洲的投资者撤回了所有对美国证券（尤其是铁路债券）的持有量。随着欧洲人的撤资压低了市场，降低了股票和债券的价值，并导致铁路公司融资遇到了困难，没有现金来支付运营和再融资，许多铁路公司因此破产，这场危机迫使著名的商业银行Jay Cooke and CO破产。在全国范围内至少有100多家银行破产。1893年的银行业危机是美国历史上最严重的危机之一，危机始于美国国内银行业。

### 1907年全球金融危机
1907年全球第一次金融危机，直接促使后来联邦政府建立了美联储体系，促使货币改革。Moen与Tallman认为1907年的金融危机从根本上改变了纽约票据交易所与中央银行对票据交易价值的认知，因为金融危机所带来的恐慌主要发生在信托公司与其他机构。纽约的信托公司是州立的中介机构，与银行存在竞争关系，主要是争夺客户存款。但是信托不是支付系统的核心部分，与银行相比支票的结算量相对比较低。结果就是他们持有的现金储备比较很低，约为5％，而国家银行现金储备为25％，由于信托公司存款账户需要现金，因此信托与银行一样受到了存款冲击。当我们回头检视1907年的金融危机会发现1907年的危机与2007-2009年的金融危机有许多相似之处，两种危机都始于纽约的金融机构和市场，并且都影响到了美国和世界其他地区的经济。
1907年的信托公司就类似2007-2009年金融危机的影子银行角色。危机期间短期的贷款主要来自一些影子银行（对冲基金和货币市场共同基金），同时为其他影子银行（投资银行）提供资金。作为回购协议的主要流动性资金提供者，这些影子银行实际扮演的是“存款人”角色，为贷款提供资金，使得投资银行可以为证券市场再融资，就像信托公司的无抵押贷款（透支）准许经纪人购买股票一样。信托和影子银行都面临着存款人挤兑的风险，因此当危机出现后，不得不撤回短期信贷市场的贷款资金。

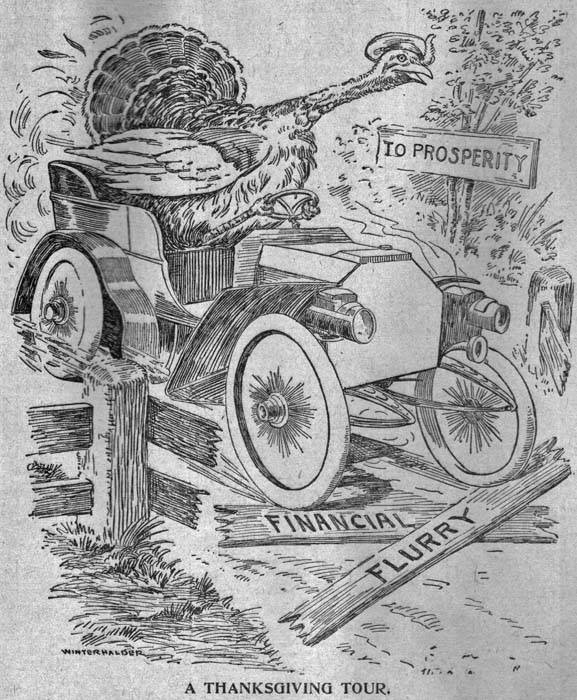
1907《新奥尔良日报》画了一只火鸡驾驶着汽车，提到金融恐慌，期待着经济的繁荣

2008年对贝尔斯登的救助遭到了影子银行和放贷机构的挤兑，随后摩根大通用美联储(Fed)的贷款收购了贝尔斯登。雷曼兄弟于2008年9月破产，而尼克尔博克信托（Knickerbocker Trust）于1907年10月停权。尽管如此，尼克尔博克信托和雷曼兄弟还是有着显著的不同点，尼克尔博克信托当时处于停权状态，而雷曼兄弟则失败了。尼克尔博克透过“暂时关闭”阻止了存款人取得存款，在之后240万美元注入尼克尔博克后，他与1908年3月从新开放。相比之下，雷曼兄弟的剩余产品则被世界各地的多家公司机构收购，雷曼兄弟的客户需要等待6年才能拿到收款，而雷曼的债权人净损失并未计入。
信托公司发生的“恐慌性危机”预示着整个金融系统恐慌危机的开始。在危机开始阶段，公众试图提高持有更多比例的流动资产作为补充而不是作为存款，从而迫使中介等机构之间发生“信贷紧缩”。1907年的恐慌性危机发生促使联邦政府之后建立了美联储体系，联邦存款保险公司或者证券交易委员会，这些机构旨在为银行和金融市场带来稳定性。在这些机构出现之前，《国家银行法》规定指导银行的日常管理包括监管，特别是规模大的联系最紧密的银行。然而，该法案并没有对一旦出现恐慌性危机导致大规模存款被提取提供任何指导建议。因此加大对早期的危机研究可以有效的洞悉金融危机的原理，以便可以预防和避免危机。
本·伯南克在斯坦福大学担任教授期间，发表过一篇关于信贷危机与实际经济结果之间联系的开创性论文。有关这一重要的研究主题一直存在着一定的争议。从对比1907年与2008年金融危机得出一个教训，短期信贷市场出现波动后可能是恐慌性危机最开始的催化剂。1907年的危机产生了之后很多实际的影响，比如1908年的工业产值下降了17％，实际国民生产总值下降了12％，仅次于大萧条时期所带来的严重性和破坏性。但是与大萧条所不同的是，实体行业在1908年之后就迅速恢复了。

### 杰基尔岛会议

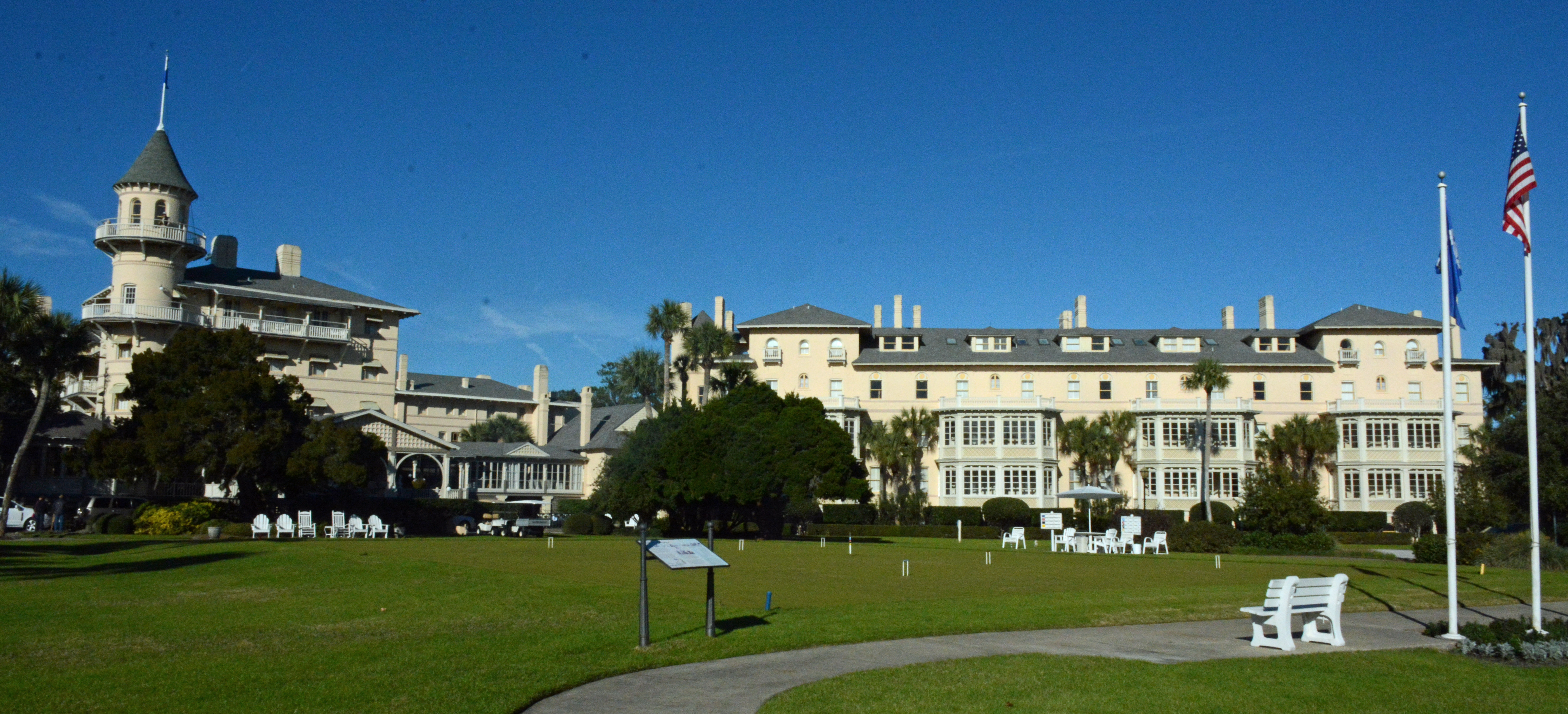
杰基尔岛俱乐部-现在属于国家历史古迹

1910年11月20日至11月30日，在佐治亚州沿海一个僻静的岛屿杰基尔岛（又译吉柯島）俱乐部，尼尔森·奥尔德里奇、皮亚特·安德鲁、亨利·戴维森、亚瑟·谢尔顿、弗兰克·范德利普和保罗·沃伯格制定了一项有关改革国家银行的计划，会议是在保密的情况下进行的，与会人员一直到1930年才承认有此次会议。

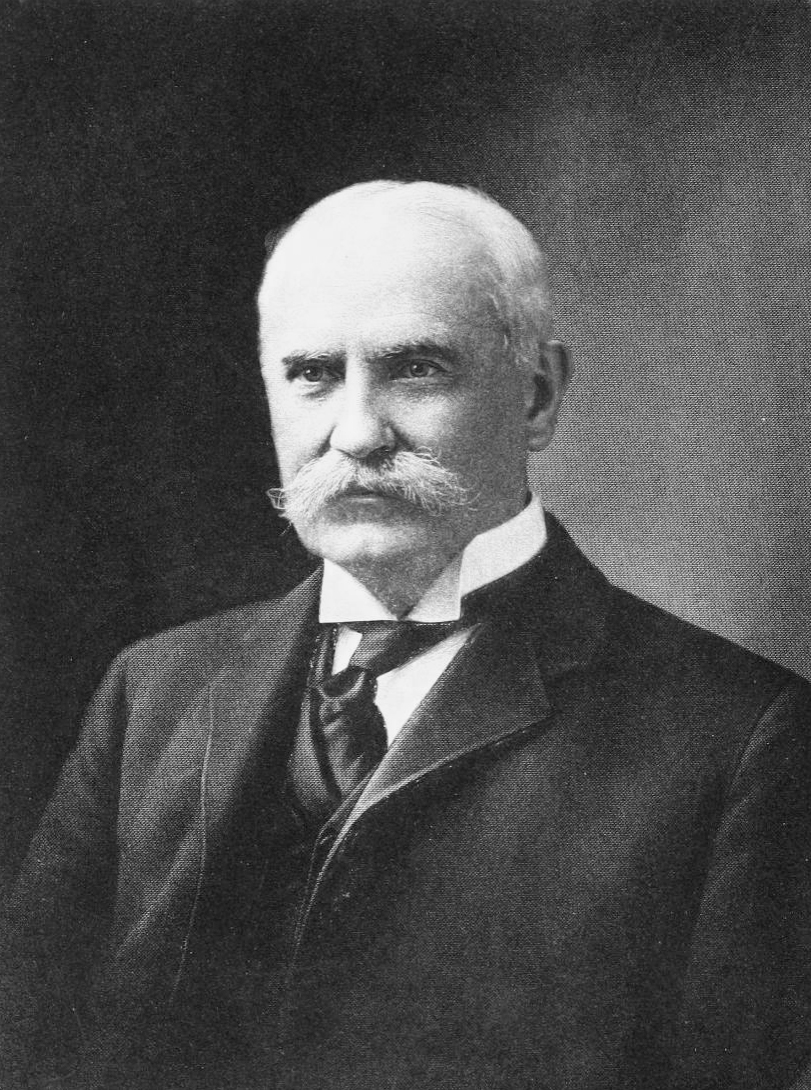
Nelson W. Aldrich 参议院财政委员会主席

在这次秘密会议上最终确定建立美联储体系。因为19世纪的金融危机导致美国人危机感加重，全国范围的恐慌平均15年就发生一次，每一次危机都迫使金融机构暂停运营，引发了长期的经济衰退。而美国银行却拥有大量的现金储备，但是这些储备分散在全国几千家银行的金库。在金融危机期间，这些现金都被冻结，导致无法用这些现金来缓解危机。
在经济繁荣的时代，银行的超额准备金倾向于流入纽约这样的大城市，那里的银行家将其用于投资贷款，派给经纪人。经纪人又将这些贷款分散给股票市场上的投资者，他们将交易股票作为抵押物。这种金融制度导致银行无法储备现金流水，股票市场一旦动荡不安，就可能造成金融的不稳定。
相比之下在欧洲，银行家将其大部分资产投资用于对商业和制造商的短期贷款，这些商业票据直接为工业提供了资金保障，同时为银行提供了一旦出现危机可以迅速转换为现金的资产。这些贷款保持着高流动性。首先，借款人向金融机构（通常是与他们有长期合作的银行）付款，以保证借款人在无法履约其财务义务时能及时还款。第二，贷款主要用于生产和销售过程中为其商品提供的资金，并且在借款人违约的情况下，该商品可以作为抵押物。杰基尔岛与会者还担心美国货币的弹性供应政策，美元的价值与黄金有关，可用的货币总量与联邦政府在特殊时期债券供应有直接关系。货币供应量既没有增加也没有随着现金需求季节性变化而收缩，例如秋天的收获期或者节假日购物季，这导致利率在一个月至下个月之间有很大的变化。货币供应缺乏弹性和黄金供应限量也导致了长期的通缩压力。

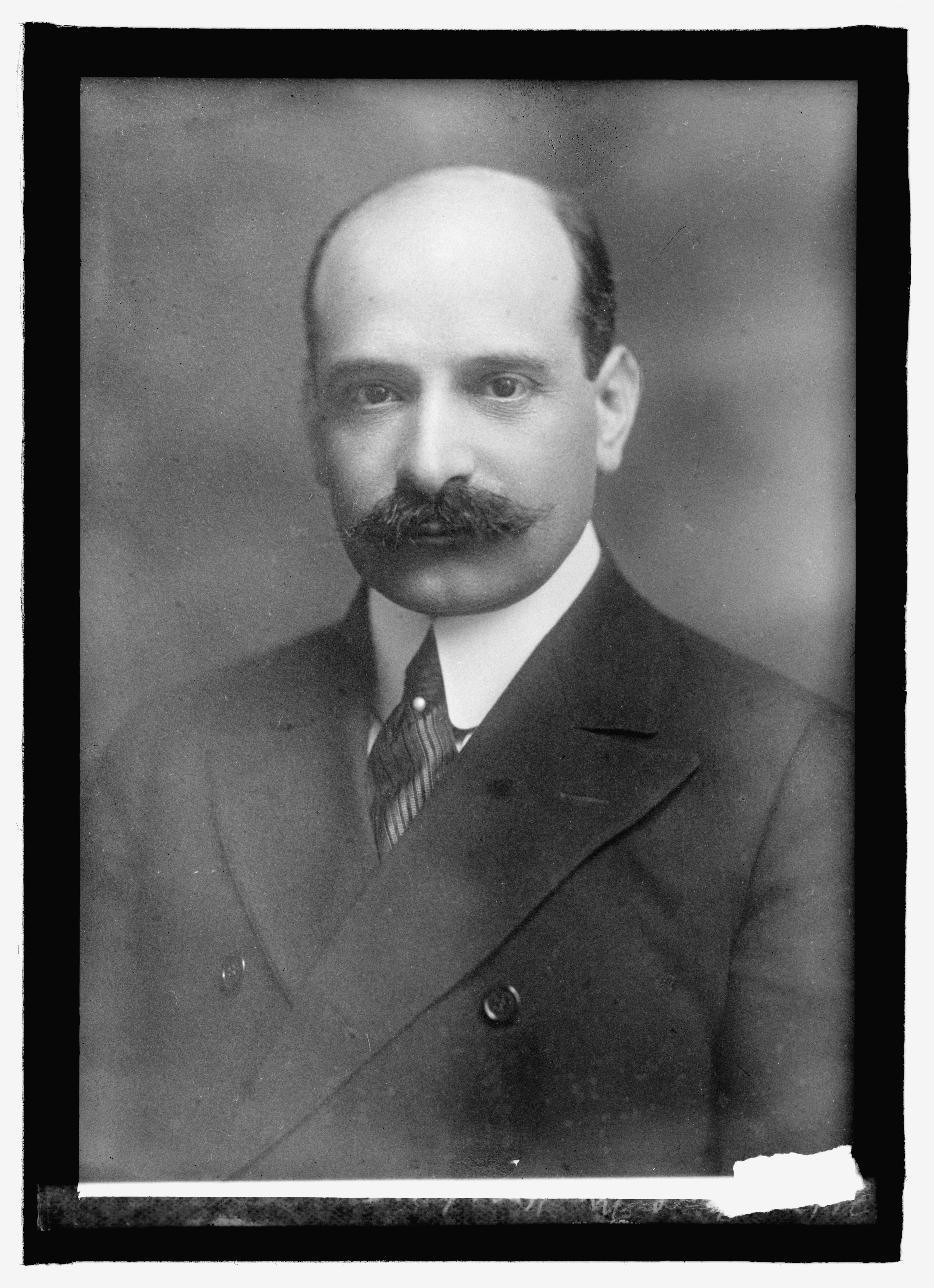
Paul M. Warburg 联邦储备委员会委员

此外，与会者认为过时的体制已经阻碍美国的金融和经济发展。例如美国银行无法在海外开展业务，因此美国商人不得不将伦敦的欧洲金融机构作为其出口的融资地。美国银行还保持了在单独城市边界集体结算支票，这无形中增加了城际和洲际的成本，并要承担因为长途所带来的现金高风险汇款行为。
1907年《纽约时报》发表了一篇由保罗·沃伯格（Paul Warburg）撰写的文章，主要是对比了欧洲和美国金融体系后，得出一个结论美国金融体系大约相当于欧洲的美第奇时期。在他发表完这篇文章后，美国发生了1907年金融危机。这场危机让美国国会开始警醒，尤其是惊醒了参议院财政委员会主席共和党议员尼尔森·奥尔德里奇（Nelson Aldrich）。之后奥尔德里奇与共和党代表爱德华·弗里兰德（Edward Vreeland）共同发起了一项议案。该议案要求成立国家货币委员会，以便于研究金融体系的改革。同时，奥尔德里奇聘请了几位顾问加入委员会，包括JP Morgan的合夥人哈里·戴维森（Henry Davison），哈佛大学的经济学家A. Piatt Andrew。在接下来的两年，他们造访了欧洲，与银行家和中央银行负责人会面，仔细研究了欧洲的银行和金融系统。
1910年奥尔德里奇接受了在美国设立中央银行的想法，随着国会开会日的临近，奥尔德里奇接受戴维森的建议决定召集一个工作小组来帮助他处理工作，并向国会写下设立中央银行的提议。该小组成员包括奥尔德里奇，他的私人秘书亚瑟·谢尔顿、哈里·戴维森、皮亚特·安德鲁、国家城市银行行长、前财政部官员弗兰克·范德利普（Frank Vanderlip）和保罗·沃伯格。杰基尔岛俱乐部成立于1886年，成员包括摩根、马歇尔·菲尔德（Marshall Field）、威廉·基萨姆、范德比尔特一世（William Kissam Vanderbilt I）等众多精英人士。这些人拥有的豪宅遍布该岛。
在杰基尔岛会议结束前，奥尔德里奇和他的小组其他成员已经就美联储的设立制定了一个计划，美联储作为一家单独的中央银行，在全国设立15个分支机构，每个分支机构将由每个地区的成员银行选举产生董事会，较大的银行可以获得更多选票。分支机构将负责持有其成员银行的储备金，包括发行货币，贴现商业票据，在分支机构之间转存余额，并检查结算和收款业务。国家机构将为系统设定一个折现率，包含并购和出售证券。
之后奥尔德里奇病了，无法再撰写小组的最终报告，因此范德利普和斯特朗前往华盛顿，为提交计划做准备。奥尔德里奇于1911年1月将计划交给了国家货币委员会（National Monetary Commission），并没有告知这个计划是如何制定的。一年后最终版的计划和立法文本经过细微的改动后，提交国会，包括将新机构命名为国家协会。
委员会附在报告的一封信说，这个计划建立一个“科学、全國的控制机构”，但是许多民主党人反对计划提出的民主形式。随着即将举行的总统选举，民主党人拒绝了奥尔德里奇的计划。威尔逊（Woodrow Wilson）赢得了总统选举，而民主党控制了参众两院，奥尔德里奇的方案似乎被搁置了。但是民主党的领袖们对改革也很感兴趣，包括威尔逊总统和参众两院主席，货币委员会负责人。格拉斯与欧文根据威尔逊总统的想法提出了民主党版本的中央银行体系提案，这些想法形成了最终版的《聯邦準備法》，之后国会顺利通过。总统于1913年12月签署了该法案。根据最终版本的法案，在技术细节上与奥尔德里奇的版本极为相似，主要区别在于政治和决策结构，这个法案是民主党和民粹派别都可以接受的一个折衷方案。

### 威尔逊总统签署《联邦储备法》

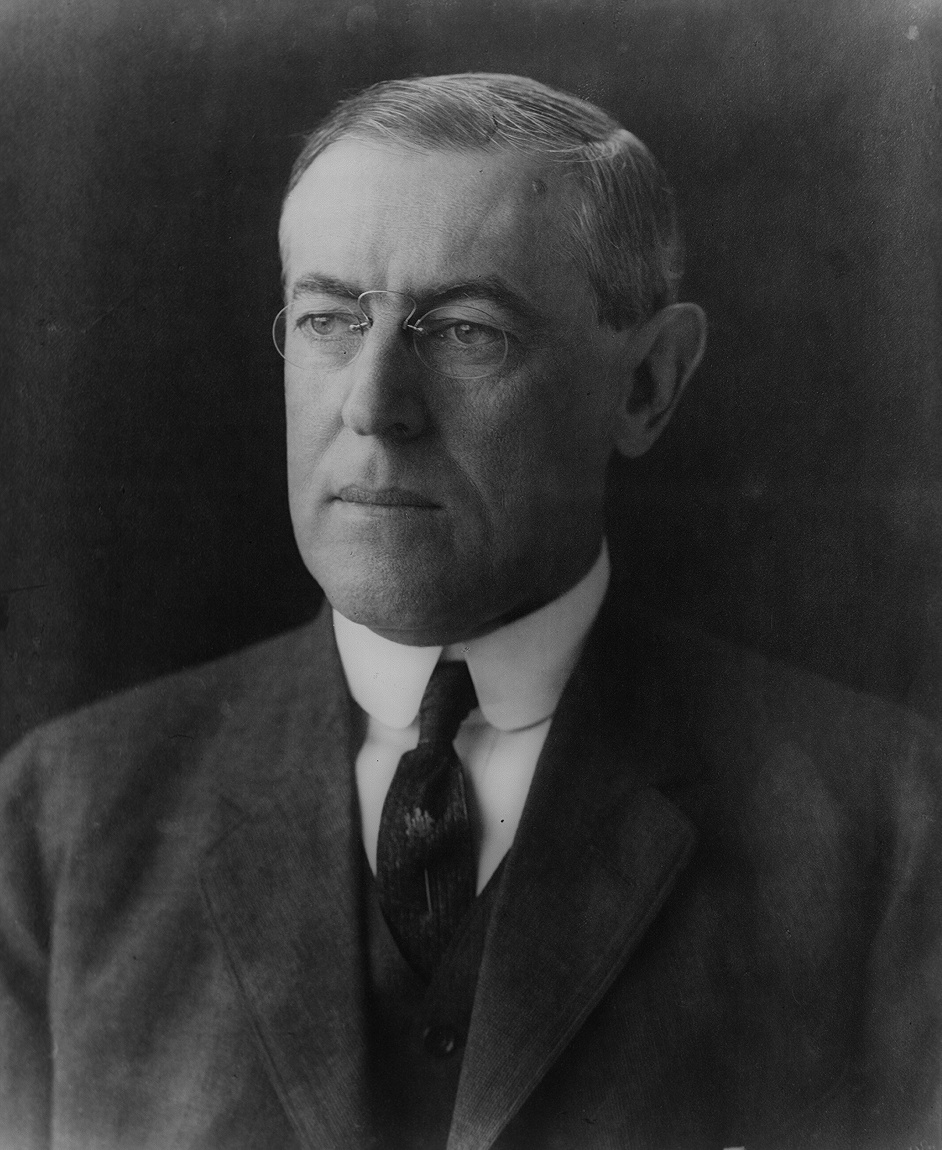
Woodrow Wilson（1912）

1907年的金融危机重创了美国经济，在当时美国成为了唯一一个没有中央银行的金融大国。商业大亨摩根大通（JP Morgan）曾在1895年帮助联邦政府摆脱金融危机。国会意识到联邦政府无法依靠有钱人来阻止金融危机的发生。国会于1908年5月30日通过了《奧尔德里奇-弗里兰德法案》，该法案规定发行应急货币，并创建由18个成员组成的国家货币委员会，由参议院尼尔森·奥尔德里奇（Nelson Aldrich）担任主席，以确定对国家货币体系和银行业与货币相关的法律改革问题。最初奥尔德里奇的提案遭到了参众两院委员会的抨击，原因是政府所掌握的控制权太少，而对银行家们来说，尤其是那些大机构的银行家权利却又给的太大。该计划包括一个由46人组成的董事会，其中6人为政府直接任命，而组织的领导者则从协会提供的三个名字中选出。与美国第一银行和第二银行不同，联邦政府不会在国家储备协会拥有股份。
随着民主党人威尔逊当选新一届总统，民主党又控制了参众两院，银行业对奥尔德里奇的方案能否通过持疑问态度。众议院银行和货币委员会议员卡特·格拉斯（Carter Glass）提出的议案与奥尔德里奇有一些共同之处，但也有一些差异。格拉斯与奥尔德里奇关于政府控制得想法出奇的一致，他认为将大部分权利给银行家更为合适。威尔逊总统认为该计划需要一个监管机构，同时还确信国会与公众不会喜欢一个没有政府监管的机构。
两个法案存在着某种差异性，但是他们也拥有很多共同点，委员会审议的事项包括储备银行的数目（最终确定为8-12间）。就美联储的理事任期问题，他们以交错方法达成协议，并将其批准的6-8年延长到10年，以确保两任总统任期。
威尔逊总统于1913年12月23日签署了《联邦储备法》（又稱美联储法案）。

### 地区性储备银行边界划定
1913年12月23日，美联储法案获得签署通过，设立美联储系统。但是该机构迫切需要建立外部的体系。因此法案设立的储备银行组委员会（RBOC)，负责选择储备银行的位置并划定地区和边界。
RBOC由财政部长威廉·吉布斯·麦卡杜（William G. McAdoo），农业部长大卫·休斯顿（David F. Houston），货币主计长约翰·斯凯尔顿·威廉姆斯（John Skelton Williams）组成。RBOC负责划定8-12个都市为美联储银行所在都市，并划定边界。每个地区包含一个储备银行。此外每个地区边界都需要考虑到该地区的交通便利性和所惯有的商业经营模式。
RBOC成员花费了大约6个星期，路程超过10,000英里，为当地的商业领袖，银行家，商会，票据交易所和其他代表进行解答有关联邦储备银行的所有问题。在其中18个城市举行了公开的听证会，包括有：亚特兰大，奥斯丁，波士顿，芝加哥，辛辛那提，克利夫兰，丹佛，艾尔帕索，堪萨斯城，林肯，洛杉矶，新奥尔良，纽约，波特兰，圣路易斯，旧金山，西雅图和华盛顿特区。
听证会整理收到约5000多页的内容，涵盖了多个领域的主题。包括关于银行业，商业，工业和农业的。代表们还讨论了了地理位置和贸易以及运输和通讯联系，人口增长。
1914年4月2日，RBOC宣布了决定，并发表了程序报告。在申请联邦储备银行的37个城市中，12个城市脱颖而出，分别是：波士顿(第一区），纽约（第二区），费城（第三区），克利夫兰（第四区），里士满（第五区），亚特兰大（第六区），芝加哥（第七区），圣路易斯（第八区），明尼阿波利斯（第九区），堪萨斯城（第十区），达拉斯（第十一区），旧金山（第十二区）。
当结果宣布后，新奥尔良和巴尔的摩都感到愕然，因为这两个城市从规模上比名单上获得资格的一些城市要大，于是出现了大规模的抗议活动。一些城市政治领袖甚至谴责RBOC的决定。里士满被选为储备银行后在当地也引发了一些批评。因为另外一座城市亚特兰大也被选定为储备银行城市。协助美联储系统建立外部体系的亨利·帕卡·威斯利认为某些政治压力让里士满获得了资格。其他人则怀疑，在克利夫兰选择辛辛那提和匹兹堡的时候，来自威尔逊总统的内阁施加了某种政治压力。有人质疑为什么密苏里州有两间储备银行，堪萨斯城和圣路易斯。并将这一决定和当时密苏里州政治家众多联系在一起。
由于RBOC越来越多的受到了来自国会和公众的质疑，委员会在1914年4月10日发表一个声明，强调在选择银行落户哪个城市是民意调查的结果。RBOC进一步解释道，新奥尔良之所以没有成为联邦储备银行的城市，是因为尽管当时新奥尔良的银行规模与亚特兰大和达拉斯相似，但是十年前亚特兰大和达拉斯的整体发展都翻了一倍，而新奥尔良的银行业变化实则很小。至于里士满，RBOC认为这是民意的体现，在当时选择里士满的选票多于巴尔的摩。
后来休斯敦（农业部长兼RBOC委员）在回忆录里写道，他和委员会无论做出何种决定，都相当于“把我们架在火上烤”。在前往全国公开听证会时候，他和财政部长麦卡杜发现，许多公民认为自己所生活的城市拥有储备银行会让当地经济快速增长。但是RBOC所有委员认为在银行市场蓬勃发展的城市设立储备银行，可以更好的支持金融体系的运作。在九十八天之内，委员会完成了组织联邦储备银行配套体系的工作，并且在委员会成立不到一年内，十二家美联储地方银行相继开业。尽管存在争议，但是储备银行现在仍然只保留在最初的十二座城市，并且基本没有什么变化。

### 1927年《麦克法登法案》
1927年2月25日，美联储成功的促成了这项立法，该法案与1927年2月由柯立芝总统签署成为法律。法案重新赋予美联储永久性的权利，放开分支银行的规则，并修订了与处理银行业有关的广泛法律。到了1920年中期，银行业和商人，政界人士一致认为，美联储已经实现了成立之初所设定的目标。自美联储系统运作以来，联邦经济快速增长，利率一直比较稳定，金融危机得到了遏制。经济衰退通常都很短暂且恢复很快，黄金储备也增加了。美联储纸币（我们现在称为美元）已经成为了世界领先的货币之一。美国的银行已经变得越来越有利可图，并在国际上享有声誉。相反，第一次世界大战结束后，世界经济十分的低迷。

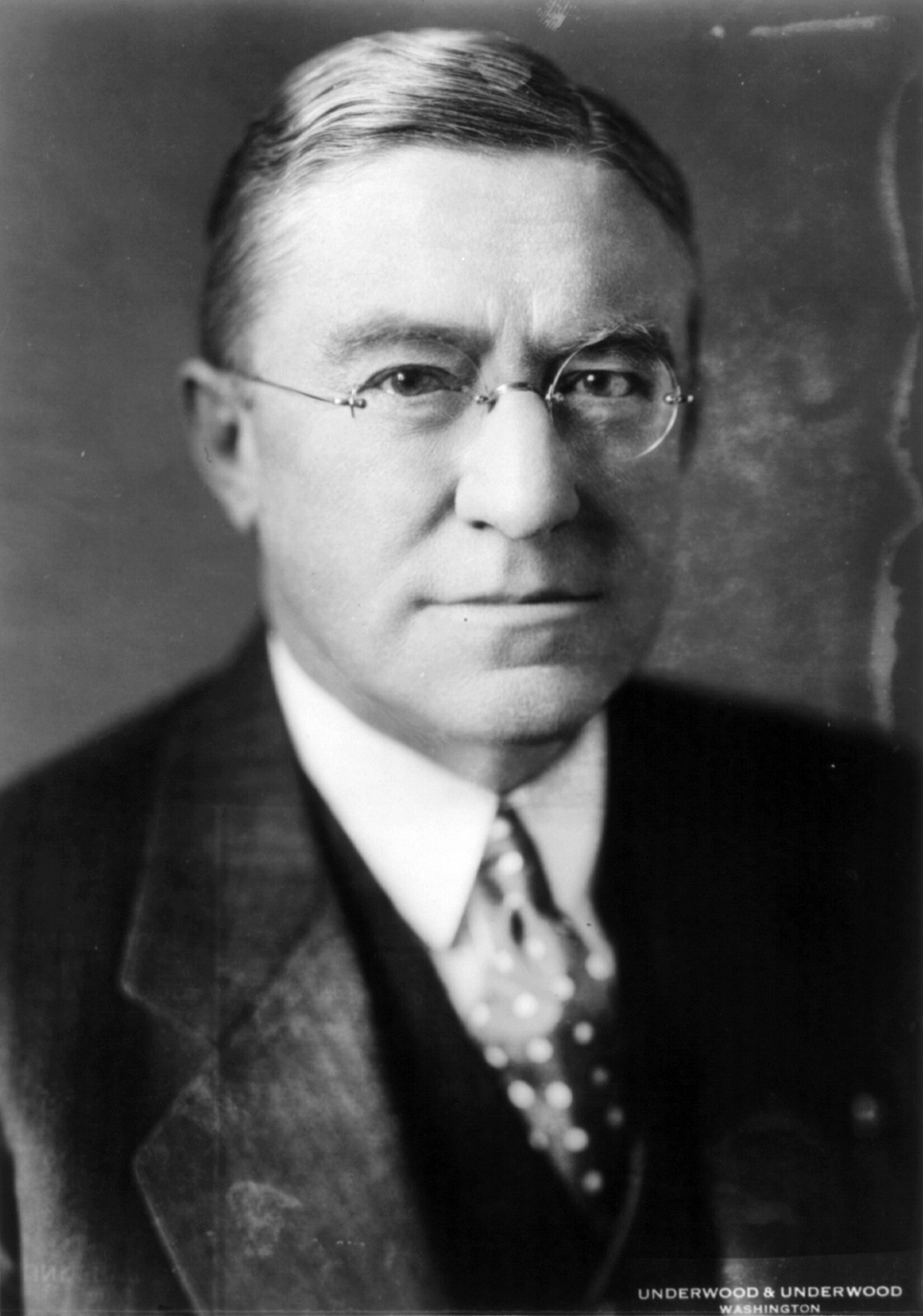
路易·麥克法登 (Louis T. McFadden)

《麦克法登法案》解决了三个广泛的问题。第一个问题涉及美联储的永久性地位。原始章程规定的12家美联储地区银行，即银行开始运营二十年后到期。为了减轻不确定性，国会提前7年将美联储（Fed)进行了注册，而且将其永久化。事实证明如果国会等着美联储续订章程，那么在大萧条期间将会进行有关续订的激烈辩论，这项决定可能导致了美联储到今天已经不复存在。
第二个问题涉及分支银行。从1863年-1927年，根据联邦政府授予的公司章程规定经营类银行（国家银行）必须在单独的建筑物内经营。在某些州，根据州政府授予的公司章程经营的银行（州银行）可以在多个分支机构外经营。有关分支机构的法律因各州的而定。《麦克法登法案》准许国家银行在各州政府准许的州范围内经营分支机构。例如在禁止开设银行分支机构业务的州，因此国家银行无法开设分支机构。货币主计长亨利·道斯（Henry M. Dawes）提议影响了《麦克法登法案》。因为该法案关于银行分支机构的条款备受争议，反对银行分支机构的民粹主义者抱怨说，该法律赋予银行家太多的权利了，已经伤害到了当地社区，金融改革者声称该法律还不够完善，妨碍了银行采取安全，高效，现代的做法。这场争论持续了数十年，直到1980年-1990年改革准许金融机构在美国各地开设分支机构。
第三个问题涉及属于联邦储备系统的商业银行与不属于联邦储备系统的商业银行之间的竞争关系问题。在1920年，大约三分之一的商业银行（持有全部资产的一半)是联邦储备系统的成员。与未加入该系统的银行相比，美联储成员银行面临更严格的监管。在大多数州，会员银行必须拥有更多的资本和更大准备金。成员不能投资于监管机构认为风险过大，流动性不足或者不符合国家银行系统宗旨的资产类型。会员银行不能从事非会员银行发现的新兴高额利润的业务。会员银行认为，竞争环境应该是公平的，旧的规则已经过时了，只适用于19世纪，当时美联储尚未建立，投资风险更高，银行必须保持谨慎的投资态度。在20年代，应当准许会员银行在公司融资等最前沿开展新兴业务。为了达到这个目的，《麦克法登法案》修订了银行法，其中特别改变了银行的惯例，例如法案准许会员银行拥有和经营子公司，明确目的是限制会员银行承担风险。先前的立法既未授权也未禁止这种做法，但监管机构对此表示怀疑。最初还包括向客户提供保险柜租赁服务，为了降低银行在特殊情况下损失责任，银行在州法律授权的子公司租用下这些保险柜。会员银行拥有该子公司所有股票，如果发生极端损失事件（例如恐怖分子将炸弹放在保险柜），则会员银行的损失仅限于其投资的子公司金额。
另外一个案例是贷款，法案扩大了会员银行可以提供贷款的规模和种类。这些扩大包括增加对房地产的投资以及向单一的公司贷款提供更大的金额。从长远来看，法案改变了受到美联储监管商业银行的结构。关于《麦克法登法案》学术文献几乎都集中在银行的分支机构业务上，例如拉詹（Rajan）和拉姆查兰（Ramcharan）在2012年分析了《麦克法登法案》中有关银行开设分支机构的政治斗争。Carlson和Mitchener在2009年分析了银行分支机构的业务扩张如何影响1920年和1930年的金融机构绩效。克罗斯纳在2012年讨论了法案放宽对分支机构的限制。学术共识强调分支机构给银行业务带来的好处，尽管肯定《麦克法登法案》扩大了分支机构的努力，但表明该法案还远远不够。

## 设立目的
联邦储备系统的主要建立动机是解决银行业危机，《联邦储备法》还包括其他条款，例如“提供更加弹性的货币政策，提供重新贴现商业票据的手段。建立对美国银行业更加有效的监管以及其他。在建立美联储制度之前，美国经历了几次金融危机，1907年金融危机促使国会推动1913年制定了《联邦储备法》。如今，美联储除了要确保金融体系的稳定运转之外，还要解决经济不断发展所带来的挑战。
美联储系统当年的主要职能包括：解决银行危机所带来的恐慌性问题承担美国中央银行的角色，在银行的利益和政府的责任之间寻求平衡。监督和规范银行机构，保障消费者权益。透过制定货币政策来管理国家的货币供应，解决潜在的冲突风险，扩大化就业，稳定市场的价格，包括防止通货膨胀和通货紧缩。适度的长期利率。维持金融系统的稳定性并控制金融市场系统性的风险。为其他机构和美国政府，外国官方机构提供金融服务，包括操作美国的支付系统方面发挥重要的作用。促进地区之间的货币交换。了解地区的流动性需求，加强美国在世界经济中的地位。

### 角色及责任

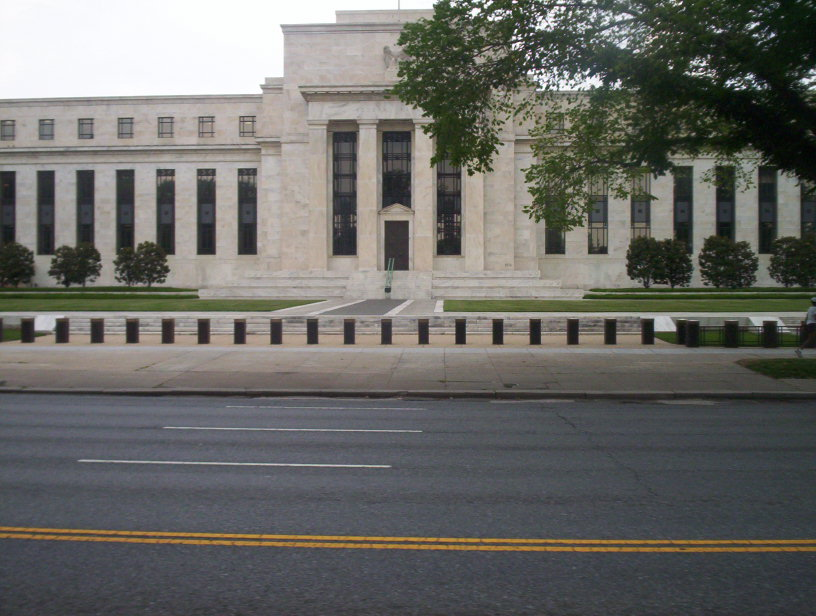
美国华盛顿特区联邦储备系统总部大楼

主要職責如發行法定貨幣（非金本位體系）、管理與監管銀行業、執行公開市場操作（買賣美國國債）以調控貨幣政策、維持穩定且具韌性的支付與清算系統、促進最大就業與穩定物價等。次要職責如推動經濟與金融教育、支援社會發展、進行經濟研究與發布統計資料
註：聯準會並無發行國債之權限，國債由美國財政部負責發行，聯準會僅透過公開市場操作進行買賣，以作為貨幣政策工具。

### 政府影响
作为美国的中央银行，美联储从美国国会获得权力。它被看作是独立的中央银行，因其决议无需获得美国总统或者立法机关的任何高层的批准。它不接受美国国会的拨款，其成员任期也跨越多届总统及国会任期。其财政独立是由其巨大的盈利保证的，主要归功于其对政府公债的所有权。它每年向政府返还几十亿元。当然，美联储服从于美国国会的监督，后者定期观察其活动并透过法令来改变其职能。同时，美联储必须在政府建立的经济和金融政策的总体框架下工作。但是美國國會審計單位美國政府問責署對美聯儲的審計是有限的，很多部分依然不在其審計之列，2012年8月美聯儲開始公布的每季財報依然未經過審計。

## 組織架構

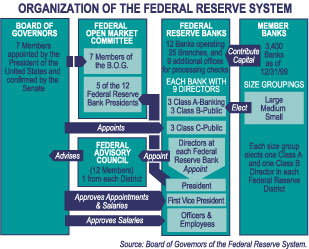
组织机构图

美國聯邦準備制度的组织结构设计是全世界最复杂的，这是因为其制度设计的初衷是为了使美联储能够保持一定独立性，不为个别集团控制，因為不可能在所有職位都安插自己的人馬，能够相對公正地代表各个地区的利益集團的利益博弈。
美联储1913年遵照《联邦储备法案》建立，这个立法提供了一个包括12个地区性储备银行和七个成员的管理委员会的系统。储备银行1914年11月开始营业。国会制造美联储纸币并以弹性货币补给供应整个国家。纸币发行给储备银行并后续传输到其它银行机构且与社会需要保持一致。

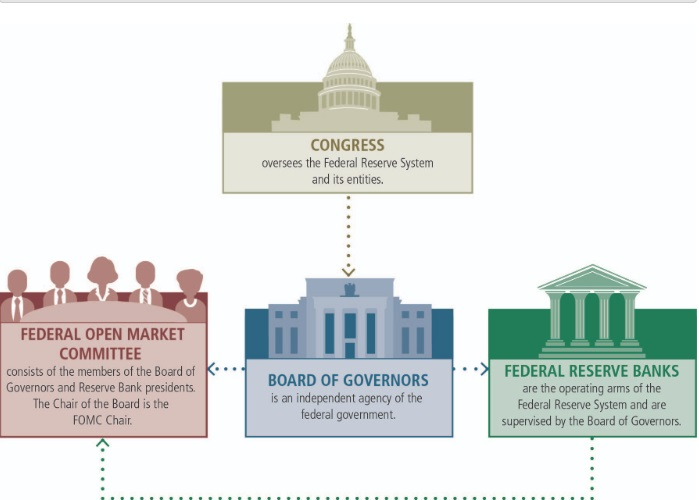
受到国会监管的美联储系统及它的实体

联邦储备法案的制定者故意规避了单一中央银行的概念。相反，他们提供了具有三个突出特征的中央银行體系，（1）中央管理委员会；（2）由12家地区性储备银行组成的分散式经营机构；（3）公共和私人部门相结合。尽管美联储系统某些部分与私营部门实体有类似特征，但是美联储的建立是为了公共利益，基本上不會是用來賺錢的銀行。聯邦準備制度由三个关键实体：聯邦準備理事會（理事会理事）、聯邦準備銀行（Reserve Banks）及联邦公开市场委员会（FOMC）所組成。联邦储备委员会是联邦政府的一个机构，工资薪金由联邦政府支付，向国会提交报告并向国会直接负责。运用这个系统来监督管理12家地区性储备银行系统。在系统内，华盛顿特区的理事会（由总统在参议院的提议同意后任命）和联邦储备银行和分支机构共同承担某些职责，这些机构构成了该系统在纽约市周边覆盖的运作机构。尽管美联储与行政部门和国会之间沟通的频繁性，但其决定是独立性的。
另外两个委员会小组在聯邦準備制度的核心职能中也扮演着重要角色：包括存款机构（银行、储蓄所、信用合作）以及咨询委员会（负责向理事会和储备银行就该系统的职责提出建议）。

### 聯邦準備理事會
（簡稱聯準會）為整個聯邦準備制度的主要管理機關。
基本架构：
- 由七名理事组成，其成员由美国总统提名，参议院批准。为了防止总统操控聯準會，理事任期长达14年，且原则上不允许连任，然而在实际操作中，理事经常在任期满之前就自动辞职，并由总统再次提名、参议院批准而获得实际连任。
- 七名理事中，由总统任命一名主席，主席任期四年，可以连任。

基本职权：
- 全权决定成员商业银行的“存款准备金率”；
- 对12家联储银行提出的“贴现率”加以审核，并全权决定是否批准;
- 向每家联储银行委派三名丙类（Class C）董事，参与分行决策；
- 7名委员是公开市场委员会（FOMC）的常任委员；由于公开市场委员会只有12名委员，故此該七名委员的意见对公开市场委员会的决策有决定性影响。

#### 聯準會組織架構
聯準會下設15個部門：

| - 理事分部（Division of Board Members） - 消費者及社區事務部（Division of Consumer and Community Affairs） - 秘書辦公室（Office of the Secretary） - 首席營運官辦公室（Office of the Chief Operating Officer） | - 財務管理部（Division of Financial Management） - 金融穩定部（Division of Financial Stability） - 研究統計處（Division of Research and Statistics） - 國際金融部（Division of International Finance） | - 資訊技術部（Division of Information Technology） - 法律事務部（Legal Division） - 貨幣事務部（Division of Monetary Affairs） - 聯邦準備銀行業務及支付系統部（Division of Reserve Bank Operations and Payment Systems） | - 監督管理部（Division of Supervision and Regulation） - 管理部（Division of Management） - 監察長辦公室（Office of Inspector General） |

### 聯邦公開市場委員會
聯邦公開市場委員會（簡稱：FOMC）為決定美國貨幣政策、公開市場操作方針的委員會。委員會由12名委員組成，7名聯邦準備理事會（FRB）理事都是委員，由紐約聯邦準備銀行負責執行公開市場操作，其總裁通常被選為該委員會的副主席。以上共計8個席位，另外4個席位則由其餘11家聯邦準備銀行總裁每年輪流擔任。

### 聯邦準備銀行
負責履行如監督及管理商業銀行、發行聯邦準備券（美元鈔票）等業務，由紐約聯邦準備銀行負責執行公開市場操作。

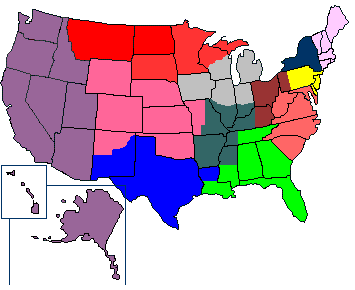
联邦储备区

12个地区联邦储备银行分布图

美國聯邦準備制度共設有12個，每一準備區均設有一家地區性的聯邦準備銀行（regional Federal Reserve Bank），並可在該準備區內的其他都市設立分行。12個聯邦準備銀行及其所在都市分別為：
- 第1聯邦準備區：波士頓聯邦準備銀行
- 第2聯邦準備區：紐約聯邦準備銀行
- 第3聯邦準備區：費城聯邦準備銀行
- 第4聯邦準備區：克里夫蘭聯邦準備銀行
- 第5聯邦準備區：里奇蒙聯邦準備銀行
- 第6聯邦準備區：亞特蘭大聯邦準備銀行
- 第7聯邦準備區：芝加哥聯邦準備銀行
- 第8聯邦準備區：聖路易聯邦準備銀行
- 第9聯邦準備區：明尼亞波利斯聯邦準備銀行
- 第10聯邦準備區：堪薩斯市聯邦準備銀行
- 第11聯邦準備區：達拉斯聯邦準備銀行
- 第12聯邦準備區：舊金山聯邦準備銀行

资产最多的三家分别为纽约、芝加哥、旧金山联邦储备银行。其合计资产占联邦储备体系资产的50%以上。纽约联邦储备银行的资产占联邦储备体系资产的30%以上，成为最重要的联邦储备银行。（至2005年底）
联邦储备银行是準公共机构。在储备区內，具备联邦储备体系成员资格的私人商业银行，可以购买所在储备区联邦储备银行的股票。法律规定其收益不得高于年率6%。
设9个董事席位。其中，6席由本储备区的联邦储备体系成员银行选举产生，3席由联邦储备理事会任命。董事会任命行长及其他官员。
其董事分为三类。由成员银行选举的6位中，3位是职业银行家，另3位是来自工业、劳工界、农业或消费部门的著名人士。理事会任命的3位代表公众利益，不可是银行官员、雇员或股东。以此保证董事会能够代表美国各界公众的利益。
主要职责：支票清算；发行货币；收回破损货币；管理和发放本储备区内银行的贴现贷款；评估有关银行合并和扩展业务的申请；充当工商界与联邦储备体系之间的中介；检查银行持股公司和州注册的成员银行；搜集地方商业状况数据；组织经济学家研究与货币政策有关的课题。

### 會員銀行
所有国民银行（National Banks，在货币监理署注册的商业银行），都必须是美联储的會員银行。而在各州注册的商业银行则可以选择加入。
国会于1980年通过《存款机构放松管制和货币控制法》。使美国的存款机构在1987年后都必须在联邦储备银行存款，作为准备金。相应地，所有存款机构都享有美联储提供的贴现贷款和支票清算等各种便利。
存款机构向公众提供交易或者支票账户，并可以在当地的联邦储备银行保留自己的账户。存款机构必须满足准备金的硬性要求，即根据他们所拥有的支票账户中的总余额，在手头或者储备银行的账户保留一定数量的现金。
储备银行账户中的余额要高于满足储备要求的存款机构，可以向需要满足储备要求的其他存款机构提供贷款。联邦公开市场委员会在会议上设定了联邦基准利率目标，并授权采取称为“公开市场操作”的行动来实现其目标。

### 咨询委员会
聯邦準備制度中的4個諮詢委員會（Advisory Committee）就公共政策事务向理事会提供协助并提出建议。
联邦咨询委员会（Federal Advisory Council，FAC）由银行业的12位代表组成，就其管辖范围内的所有事项向董事会进行咨询并提供建议。理事会通常每年召开4次会议，这是《联邦储备法》规定的最少会议次数。这些会议通常在华盛顿特区举行，通常在2月，5月，9月和12月的第一个星期五举行，尽管有时会为不同的时间设置会议，以适应理事会或理事会的方便。每年，每个储备银行都会选出一个人来代表其在FAC中的地区，成员通常按三个一年任期。成员选举他们自己的官员。
社区存管机构咨询委员会（Community Depository Institutions Advisory Council, CDIAC），最初是由理事会成立的，旨在从储备机构（储蓄和贷款机构以及共同储备银行）和信用合作社获得资讯和观点。最近，其成员已经扩大到社区银行，与FAC一样，CDIAC也向理事会提供有关经济，贷款条件和其他问题的第一手资料和信息。
模型評驗委員會（Model Validation Council, MVC），该机构于2012年成立，旨在其提供专业的流程和独立建议，以严格评估其银行机构压力测试所使用的模型。《多德-弗蘭克華爾街改革與消費者保護法案》要求进行压力测试。该委员会旨在提高压力测试的质量，从而增强对压力测试的信心。
社区咨询委员会（Community Advisory Council, CAC），该委员会由美国联邦储备委员会（Federal Reserve Board）于2015年成立，旨在就消费者和社区的经济状况和金融服务需求提供不同的观点，特别关注中低收入人群。CAC是FAC和CDIAC的補充。FAC和CDIAC的成員代表着存託機構，CAC每半年和董事会成员开会一次，15名CAC成员任期三年，由董事会透过公开提名程序选出。美联储也有自己的咨询委员会，也是最重要的委员会。负责就农业，小型企业和劳工事务向银行提供建议。联邦储备委员会每半年征求每个委员的意见。

## 聯邦資金利率
是美联储执行其货币政策的重要手段，其它次要手段包括调整商业银行存款准备金率、公开市场操作和调整贴现率等。联邦基金利率是一个银行互相支付过夜借款利息的利率，其交替影响着最優惠利率，通常最優惠利率高于联邦基金利率大约3个百分点。最優惠利率是银行向其最优质客户提供贷款的利率。

1954年至2017年之聯邦資金利率走勢

低利率透过降低借贷成本来刺激经济活性，使顾客和企业采购和建设更加轻松。高利率透过增加借贷成本来放慢经济发展。（详见货币政策）
美联储通常每次调整联邦基金利率0.25或0.50个百分点。从2001年初到2003年中，美联储13次降低利率，从6.25％一直到1.00％，以应付不景气。2002年11月，利率被降至1.75，许多利率都低于通货膨胀率。2003年6月25日，联邦基金利率被降至1.00％，自1958年来的最低值，当时的过夜利率平均为0.68％。从2004年6月末开始，美联储开始提升目标利率以回应对过于活跃的经济带来的日益增长的通货膨胀的可能的关心。例如2004年12月，利率随着一系列的微小提升而到了2.25％。

## 货币政策
聯準會作為美國的中央銀行，負責制定及執行貨幣政策。其核心目標包括維持物價穩定、促進最大就業以及確保長期的適度利率，藉此支撐經濟的穩定與成長。

### 貨幣政策工具
聯準會透過調控市場利率與貨幣供給量來達成上述目標。其主要政策工具包括：公開市場操作，亦即買賣美國國債以調整市場資金流動性；貼現窗口制度，即調整銀行向聯準會借款的利率；以及準備金制度，即規定銀行須保留的資金比率。這些工具的運用與政策方向，均由聯邦公開市場委員會（FOMC）於定期會議中決策並公布。

### 貨幣供給機制
货币发放：透过商业和中心银行规范经济体的货币发放。部分准备金银行制度：银行只保留部分存款以满足支出，而将其余的借出获取利息收益用以支付存款人利息及使银行所有者获取收益的常见银行实践。

### 中央銀行的貨幣政策策略與溝通制度
美联储和许多其他中央银行在指定货币政策时候采取的办法相似，及系统性，透明和前瞻性。这个方案具有很多关键特征，例如中央银行正在努力实现的货币政策目标是否清晰和明确。大型中央银行也需要具备高度的透明度，向公众解释决策过程和决策依据。这种透明性通过家庭或者企业形成对未来经济和金融状况的期望来增强货币政策的有效性，这种期望影响着家庭和企业的支出和投资决策，因此透明度有助于各国的中央银行实现其既定目标。
由于货币政策或滞后影响经济，因此美联储和其他主要中央银行采取前瞻性办法，中央银行不仅要考虑当前的经济状况，还需要考虑经济的预期发展以及伴随着发展的风险。作为联邦公开市场委员会（FOMC)前瞻性方案的一部分，每年都有四次董事会，每年成员以及每位联邦储备银行行长制定并提交其最可能实际增长的前景预测或通货膨胀调整后的国内生产总值；失业率；通货膨胀以及对联邦基金利率的评估被认为最有可能促进与联邦公开市场委员会目标形成一致的结果。这些预测每季度都会发布在《經濟預測摘要》（SEP），最近的SEP预测也包含向国会推送的半年度货币政策报告。在FOMC的会议期间，政策制定者讨论它们的个人观点并适当的政策决定形成共识。
其他大多数主要中央银行也发布通胀预测和宏观经济变量。一个著名案例是英格兰银行发布的通货膨胀报告，该报告提供了经济增长，劳动力市场和通货膨胀的预测，以及对每个预测相关的不确定性评估。预测的发布提高了透明度，部分原因在中长期内，中央银行的目标通常以通货膨胀和就业反应。
在审议货币政策和指定经济预测时，美联储决策者通常会参考政策的规则和规定。这些规则是根据以下方面的估算值来设置政策利率的：通胀与中央银行目标之间的偏差；产出与中央银行全部资源水準之间的偏差；这些规则本身并没有包含政策变化对增长和劳动力市场和通胀缠产生的反馈效应。透过将政策规则嵌入到宏观经济模型中，可以检查考虑这些反馈效应的政策利率。多年来，联邦公开市场委员会定期检查政策规则中规定以及与反馈效应结合的模拟效果。其他主要中央银行以类似方式来处理政策规则所带来的问题。但是迄今为止，还没有大型中央银行根据该规则的规定来设定其政策利率。
关于政策目标，美联储和其他主要中央银行明确开工阐明了货币政策目标，并解释了政策委员会如何实现这些目标。世界各国的中央银行都会使用类似的工具，例如英格兰银行；日本央行；欧洲央行；澳大利亚储备银行和瑞典国家银行，这些银行每年都会提供每次政策会议详细的记录。通常会议公开稿件会在会议结束后一个月内。几乎所有主要的中央银行都定期举行新闻发布会，由资深决策者在会上解释政策的决定并回答媒体的问题。这些政策制定者还需要在立法机构接受备询并发表演讲。
总体而言，美联储提供的政策信息是各国央行中最丰富的，国会议员和公众都可以用来直接了解FOMC的每一项决议对经济的影响。这种沟通有助于确保美联储对美国公众的负责。同样，其他主要中央银行的政策沟通也可以帮助公众和民选官员来了解这些中央银行的巨政策决定。通过为公众解答中央银行的目标作为实现自身制定的目标策略之一。中央银行的政策沟通还可以有效的提高货币政策。

## 批评
对美联储的总体上的批评包括对中央银行系统本身的批判，例如其对银行业的联盟操作及发行货币的垄断。对其具体的批判包括其非法获利及引发通货膨胀。